# Galerie Poll
Die Galerie Poll ist eine 1968 von Eva und Lothar C. Poll in West-Berlin gegründete Galerie für zeitgenössische Kunst. Realistische und figurative Kunst der Gegenwart seit 1960 bilden den Programmschwerpunkt der Galerie. Dabei stehen Malerei und Skulptur im Vordergrund, aber auch für Zeichnung und Fotografie bildet die Galerie ein Forum.

## Gründungsjahre

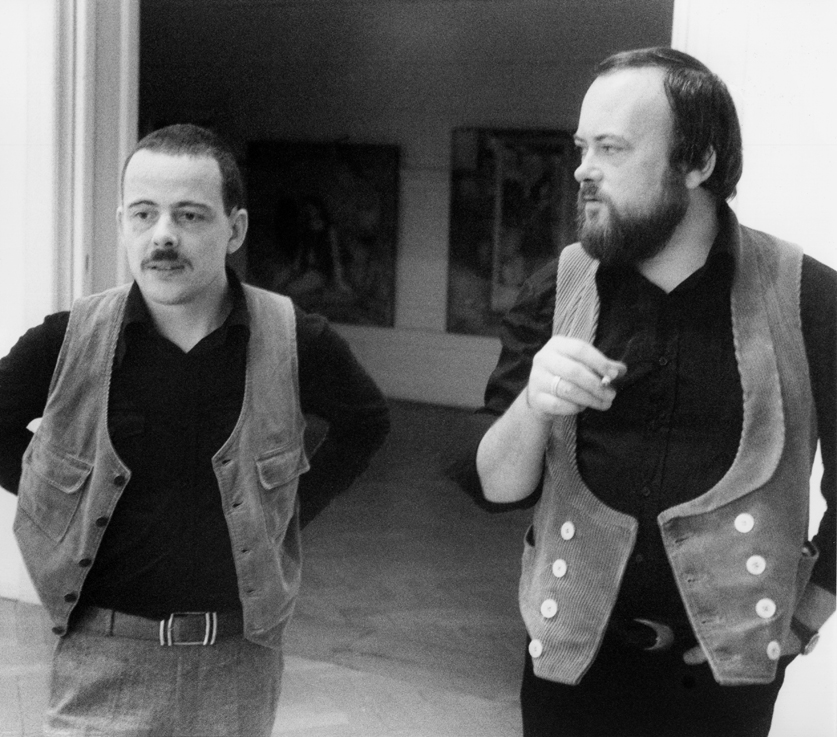
Lothar C. Poll und Peter Sorge in der Galerie am Kurfürstendamm, Berlin 1975

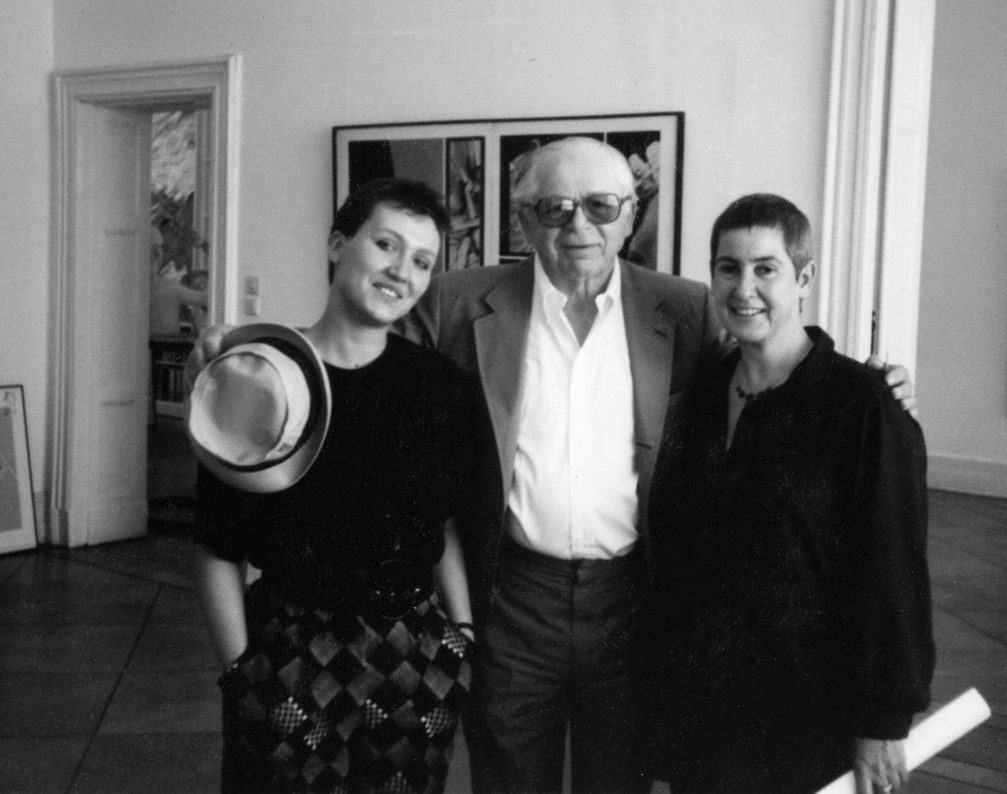
Billy Wilder zu Besuch in der Galerie am Lützowplatz, Berlin 1989. Von links: Annette Tietenberg, Billy Wilder, Eva Poll

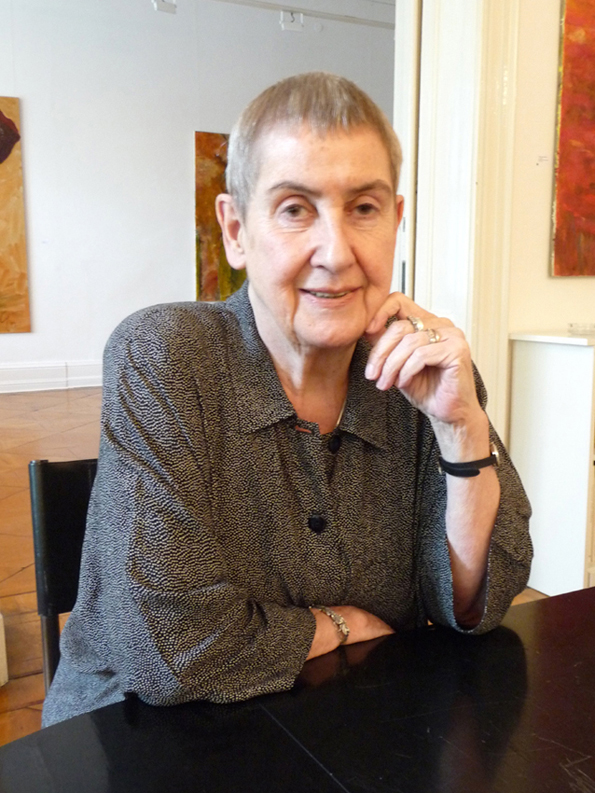
Eva Poll, Berlin 2009

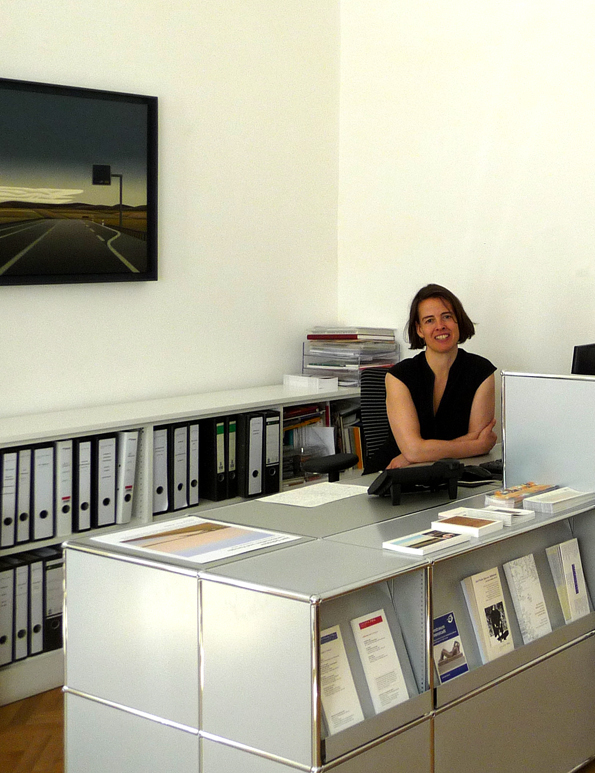
Nana Poll, Berlin 2014

In West-Berlin entstand nach der Errichtung der Mauer 1961 ein besonderes kulturelles Klima. Es ging um die Selbstbehauptung einer vom Umland abgeschnittenen, zuwendungsbedürftigen Metropole. Die Stadt wurde durch Subventionen unterstützt, die Amerikaner richteten das Artists-in-Residence-Programm ein. Die Insellage West-Berlins zog Künstler aus aller Welt an, um für kürzere oder längere Zeit zu bleiben. Neben den alteingesessenen Galerien Rudolf Springer, der Galerie Nierendorf, der Galerie Schüler oder Pels-Leusden eröffneten Michael Wewerka, Michael S. Cullen, René Block oder Georg Nothelfer neue Ausstellungsräume. Eva und Lothar C. Poll kamen 1963 nach West-Berlin: „Anfang der 60er Jahre gab es viel kreative Bewegung in der Teilstadt, den Stillstand nach der Einzäunung ausnutzend. Es waren weniger die Veranstaltungen, die Berlin im Schloss Charlottenburg als „Ort der Freiheit für die Kunst“ feierten, es waren vielmehr die Einzelkämpfer, die die Atmosphäre jener Jahre in der Stadt prägten: Schauspieler wie Günter Meisner, der in der Bleibtreustraße die Galerie Diogenes eröffnete oder das Living Theatre aus New York, aus der freiesten Stadt der Welt verdrängt, das monatelang in der Akademie der Künste gastierte.“ Ab 1966 war Lothar C. Poll ehrenamtlicher Geschäftsführer der zwei Jahre vorher gegründeten Künstlergenossenschaft Großgörschen 35, die ihren Namen nach der Adresse der gemieteten Fabrikräume im Stadtteil Schöneberg erhielt. In der Produzentengalerie fanden sechzehn junge Künstler zu einer Ausstellungsgemeinschaft zusammen, darunter Peter Sorge, Karl Horst Hödicke, Wolfgang Petrick, Markus Lüpertz, Hans Jürgen Diehl und Lambert Maria Wintersberger. 1968 führten Meinungsverschiedenheiten innerhalb der Künstlergruppe zur Auflösung der Galerie. Die aus ihr hervorgehenden Künstler spalteten sich auf in Kritische Realisten und expressive Maler. Die Auflösung der Künstlergruppe führte zur Gründung der Galerie Poll. Eva Poll übernahm die Nachfolge der Ausstellungsgemeinschaft und versammelte in ihrer Galerie eine junge, dem Realismus verpflichtete Künstlerschar.

## Galeriestandorte
Die Galerie wurde am 8. Oktober 1968 in einer Altbauwohnung der Charlottenburger Niebuhrstraße 77 mit einer Ausstellung von Peter Sorge eröffnet. 1971 zog die Galerie an den Kurfürstendamm 185 um. Von 1979 bis 2009 hatte sie ihren Sitz am Lützowplatz 7 nahe dem Bauhaus-Archiv und in unmittelbarer Nachbarschaft zum Haus am Lützowplatz. Gleichzeitig betrieben Polls in der Köpenicker Straße 194 in Berlin-Kreuzberg das POLL Studio, wo sie Ausstellungen junger Künstler sowie Fotografie zeigten, darunter bereits 1983 eine Einzelausstellung von Michael Schmidt. 2009 wurde das Einzelunternehmen Galerie Eva Poll in die POLL Galerie + Kunsthandel in Berlin GmbH überführt. Von 2009 bis Sommer 2015 wurde die Galerie in der Anna-Louisa-Karsch-Straße 9 nahe der Museumsinsel in Mitte im ehemaligen Pfarrhaus der Garnisonkirche betrieben. Im Sommer 2015 zog die Galerie in die Gipsstraße 3. Im selben Gebäude arbeitet die 1986 gegründete Kunststiftung Poll. Der gemeinsame Standort des Unternehmens mit einem Schaulager bietet insgesamt rund 350 m² Ausstellungsfläche. Das Gebäudeensemble in der Gipsstraße 3 wurde Ende der 1990er Jahre nach den Entwürfen des Architekten Jürgen Pleuser zu einem Kunst- und Atelierhaus ausgebaut.

## Mitarbeit von Nana Poll
Seit Herbst 2012 arbeitet die 1966 in West-Berlin geborene Tochter Nana Poll in der Galerie mit. Nana Poll studierte Publizistik und Kunstgeschichte an der Freien Universität Berlin. In ihrer Magisterarbeit beschäftigte sie sich mit dem Thema Kunstkritik und Kunstbetrieb. Die Kunstkritik in Tages- und Wochenzeitungen der Bundesrepublik Deutschland. Aufgaben und Probleme aktueller Kunstvermittlung mit einem Rückblick zur Entstehungsgeschichte dieser publizistischen Form. Von 1996 bis 2001 leitete sie bei den Berliner Festspielen die Presse- und Öffentlichkeitsarbeit des Millenniumsprogramms „Das Neue Berlin 99/01“. Von Oktober 2001 bis April 2012 war sie als Referentin bei der Stiftung Schloss Neuhardenberg für den Bereich Kommunikation und Presse verantwortlich. Von 2009 bis 2012 war sie an der Ausstellung „Gute Geschäfte. Kunsthandel in Berlin 1933–1945“ des Aktiven Museums mit verschiedenen Stationen in Berlin beteiligt.

## Programm
Neben den Künstlern der ersten Stunde Hermann Albert, Bettina von Arnim, Ulrich Baehr, Harald Duwe, Herbert Kaufmann, Maina-Miriam Munsky, Wolfgang Petrick oder Peter Sorge werden regelmäßig Maler wie Peter Herrmann, Maxim Kantor, Ralf Kerbach, Dieter Kraemer, Reinhard Lange, Thomas Lange, Jan Schüler, Volker Stelzmann, Norbert Wagenbrett, Lambert Maria Wintersberger und die Bildhauer Sabina Grzimek, Waldemar Grzimek, Emerita Pansowová, Hans Scheib, Joachim Schmettau und Jenny Mucchi-Wiegmann ausgestellt. Auch Zeichner wie Danja Akulin, Martina Altschäfer oder Matthias Beckmann und Fotografen wie Gundula Schulze Eldowy, Jenö Gindl, Richard Thieler oder Erhard Wehrmann gehören zum Galerieprogramm.
In den 1970er und 1980er Jahren stellte die Galerie mit Rafael Canogar, Equipo Cronica, Vlassis Caniaris, Eduardo Arroyo, Erró und Jacques Monory, Jean Hélion, Mario Schifano, Gabriele Mucchi und Jacobo Borges künstlerische Positionen aus Spanien, Griechenland, Frankreich, Italien und Venezuela vor. 1988 zeigte die Galerie mit der Ausstellung „Szene Moskau“ Arbeiten von Svetlana Kopystiansky, Igor Kopystiansky, Maxim Kantor und Igor Ganikowskij und stellte erstmals Moskauer Künstler in West-Berlin vor.
Die Galerie nahm seit 1969 an zahlreichen nationalen und internationalen Kunstmessen wie der Art Cologne, der Art Basel, der Art Karlsruhe oder Kunstmessen in Berlin, Frankfurt am Main, Barcelona, Madrid, Paris oder Los Angeles teil. Eva Poll war Kuratorin zahlreicher Ausstellungen in Museen in Deutschland und im europäischen Ausland sowie in internationalen Goethe-Instituten. So organisierte sie u. a. die Ausstellung „Prinzip Realismus“, die von 1972 bis 1974 durch deutsche und europäische Städte wanderte sowie 1977/1978 in Zusammenarbeit mit dem Künstlerhaus Bethanien die Ausstellung „Aspekt Großstadt“ im Künstlerhaus Bethanien Berlin, im Kunstverein Hannover, Kunstverein Frankfurt, Kunstverein München, im Talbot Rice Art Centre in Edinburgh und in der Round House Gallery in London. 1982/1983 arbeitete Eva Poll an der ersten Vorstellung westdeutscher Kunst in der Sowjetunion mit und war verantwortlich für Auswahl und Organisation des Berliner Beitrags der Ausstellung „Mensch und Landschaft in der zeitgenössischen Malerei und Graphik“ in Moskau.
Begleitend zu den Ausstellungen werden im Verlag der Galerie Kataloge, Werkverzeichnisse und Lesebücher (POLLeditionen) herausgegeben. Außerdem sind seit den 1960er Jahren zahlreiche Originalgrafiken von der Galerie Poll vertretenen Künstlern erschienen.
Die Galerie Poll ist Mitglied im Bundesverband Deutscher Galerien und Kunsthändler (BVDG) und im Landesverband Berliner Galerien (lvbg), zu deren Gründungsmitgliedern sie ebenso zählt wie zu den Gründungsmitgliedern der Vorgängerin, der 1968 gegründeten Interessengemeinschaft Berliner Kunsthändler (IBK), deren Vorsitz Eva Poll von 1976 bis 1982 innehatte. Ein Teil des umfangreichen Archivs der Galerie Poll befindet sich seit 2009 im Zentralarchiv des internationalen Kunsthandels (ZADIK).

## Publikationen (Auswahl)
- Peter Sorge. Werkverzeichnis der Radierungen, Lithografien und Handzeichnungen 1963–1979. Galerie Poll, Berlin 1979, ISBN 3-931759-08-3.
- Huldigung an Max Beckmann. POLLeditionen Band 4, Berlin 1984.
- Positionen des Realismus 1967–1972–1987. Mit Texten von Günter Grass, Uwe M. Schneede und Bernhard Schulz. POLLeditionen Band 10, Berlin 1987.
- Szene Moskau 1988. Vier Maler–vier Positionen. Igor Ganikowsky, Maxim Kantor, Igor und Svetlana Kopystiansky. POLLeditionen Band 16, Berlin 1988.
- Viele Krokodile–25 Jahre Kunst in Berlin. Dokumentation zum 25jährigen Bestehen der Galerie. Mit Beiträgen von Heinz Ohff, Lucius Grisebach, Werner Hofmann, Harald Duwe und Wieland Schmied. POLLeditionen Band 39, Berlin 1993.
- Gall is sweet, my love! Pressefotografie und Kritischer Realismus. Mit einer Ergänzung des Werkverzeichnisses der Radierungen und Handzeichnungen von Peter Sorge 1979–1998. Hrsg. von Lothar C. Poll und Jörg Probst. Kerber Verlag, Berlin/Bielefeld 2003. ISBN 3-936646-48-1.
- Herbert Kaufmann. Prinzip Collage. Arbeiten 1956–1998. Verlag der Galerie Poll, Berlin 2004, ISBN 978-3-931759-01-8.
- Spurensicherung. Zwischen Figuration und Abstraktion.; Bilder und Zeichnungen von Hermann Kirchberger, Christel Poll und Becky Sandstede. Galerie Poll, Berlin 2005, ISBN 978-3-931759-02-5.
- Große Kunst. Ein anderer Blickwinkel. 15 Positionen der 70er und 80er Jahre. Poll, Galerie + Kunsthandel, Berlin 2007, ISBN 978-3-931759-22-3.
- Maina-Miriam Munsky. Das Kaltlicht der Welt erblicken. Arbeiten 1967–1992. POLLeditionen, Berlin 2007, ISBN 978-3-931759-07-0.
- Aktualität als Rohstoff. Peter Sorge, Druckgrafik 1964–1997. Poll, Galerie + Kunsthandel, Berlin 2008, ISBN 978-3-931759-26-1.
- Augenblicke. 40 Jahre Fotografie bei Poll. Poll, Galerie + Kunsthandel, Berlin 2008, ISBN 978-3-931759-27-8.
- Realismus als Methode. Sechs Berliner Bildhauer. Poll, Galerie + Kunsthandel, Berlin 2011, ISBN 978-3-931759-31-5.
- Thomas Lange. Arbeiten seit den 1970ern bis heute. 1974–2011, Galerie Poll, Berlin 2011, ISBN 978-3-931759-29-2.
- Keine Bilder ohne Liebe. Kerbach & Studierende seiner Klasse, Galerie Poll, Berlin 2012, ISBN 978-3-931759-32-2.
- Bettina von Arnim. Die Cyborgs und ihre Spuren. Malerei, Zeichnungen und Radierungen 1968–1983. POLLeditionen, Berlin 2015, ISBN 978-3-931759-38-4.
- Abenteuer Kunst. 50 Jahre Galerie Poll. Mit Texten von Eva und Lothar C. Poll, Lucius Grisebach, Christos M. Joachimides, Heinz Ohff. Berlin 2018, ISBN 978-3-931759-40-7.